# Operace Lité olovo
Válka v Gaze, kódovým označením Operace Lité olovo (hebrejsky: מבצע עופרת יצוקה, Mivca Oferet Jecuka), byla třítýdenní vojenskou invazí, která byla zahájena 27. prosince 2008 v 11:30 izraelského času (10:30 SEČ) proti cílům organizace Hamas v Pásmu Gazy. Izraelské obranné síly (IOS) bombardovaly nepřátelské pozice. Masivní ofenziva byla reakcí na neustálé raketové a minometné útoky palestinských bojovníků na jihoizraelská města a vesnice, které po vypršení příměří mezi Hamasem a Izraelem 19. prosince 2008 zintenzivněly.
V první den izraelské operace bylo zabito nejméně 225 lidí. Během prvního dne útoku svrhlo izraelské letectvo 100 bomb na 50 cílů s odhadovanou úspěšností zásahů 95 % a zničilo většinu základen Hamasu během 4 minut. Mezi cíle útoků patřily vojenské základny Hamasu, jeho výcvikové tábory, velitelství a kanceláře. Izrael zaútočil na budovy a základnu Hamasu ve všech velkých městech Gazy, včetně měst Gazy, Bajt Hanúnu, Chán Júnisu na severu a Rafy na jihu. Útoky byly provedeny i na civilní infrastrukturu, včetně mešit, islámské univerzity v Gaze, kde bojovníci z Hamasu údajně skladovali rakety a zbraně.
Hamas během útoku zintenzivnil raketové a minometné ostřelování Izraele a zvýšil rovněž dostřel svých střel až na 40 kilometrů od pásma Gazy, čímž dokázal zasáhnout i vzdálená města Beerševu a Ašdod. Tyto útoky si vyžádaly mrtvé, zraněné a ztráty na majetku. Všechny školy v dostřelu raket byly uzavřeny.
IOS u hranic s Gazou shromáždily pěchotní a obrněné jednotky a Pásmo dělostřelecky ostřelovaly. 3. ledna 2009 začala pozemní invaze a mechanizovaná pěchota a tanky podpořené bojovými vrtulníky vstoupily do Gazy.
Hamas i Izrael byly pod tlakem mezinárodního společenství kvůli humanitární krizi. Izrael souhlasil, že každý den na tři hodiny přeruší boje, aby mohla do Gazy proudit humanitárních pomoc. Mezinárodní reakce na tento konflikt odsoudily buď izraelskou operaci nebo útoky Hamasu, či obojí. Mnohé země a organizace vyzvaly k okamžitému příměří a vyjádřily obavu o humanitární situaci v pásmu Gazy.

## Průběh

### Počáteční bombardování

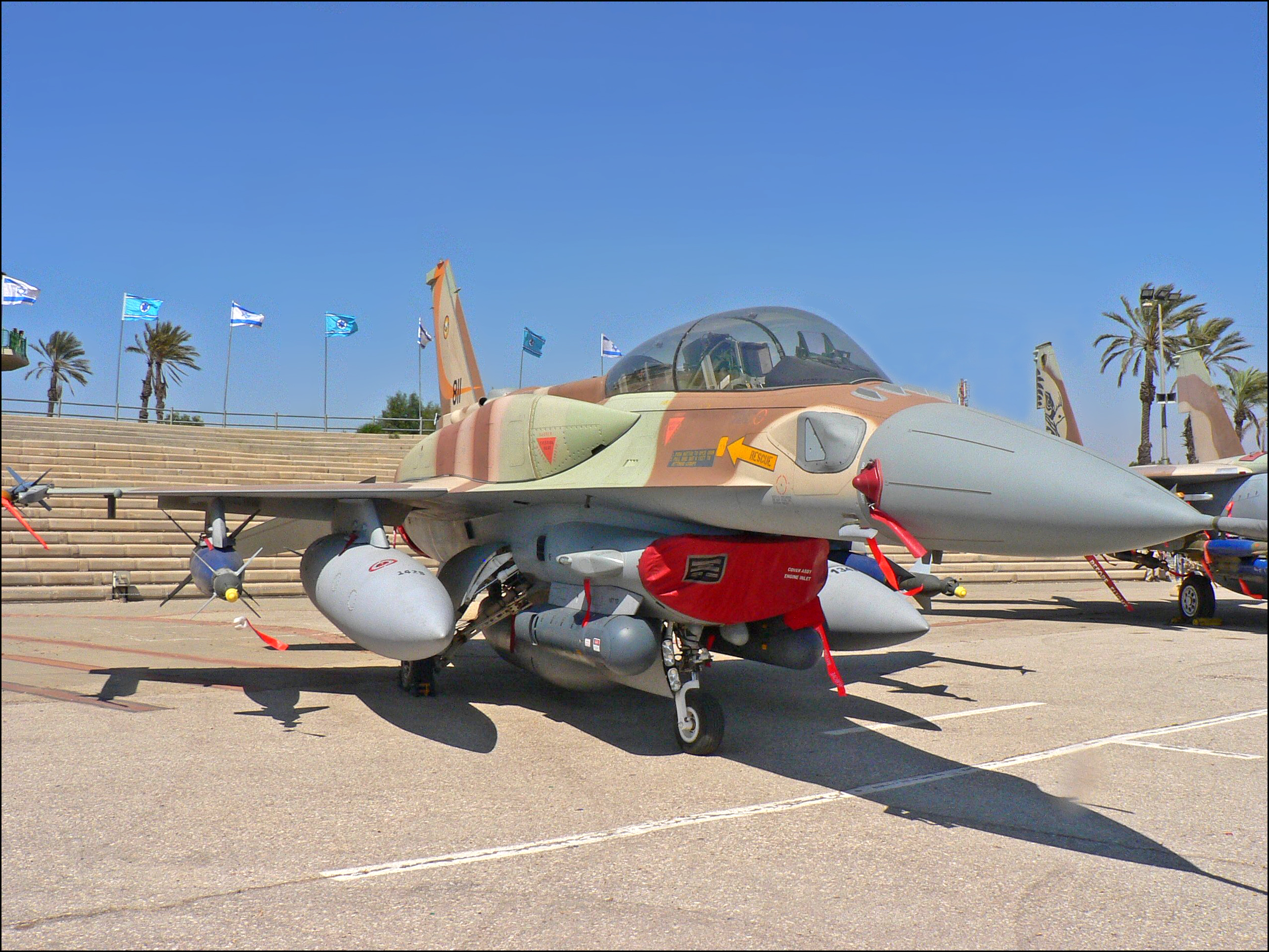
F-16I „Sufa“

Izrael zahájil svoji vojenskou operaci v 11:30 izraelského času útokem více než 50 bojových letounů a útočných vrtulníků na vybrané cíle organizace Hamas v Pásmu Gazy. Při útocích zahynulo 225–292 palestinských Arabů a více než tisíc jich bylo zraněno. Operace byla reakcí na soustavné ostřelování jihoizraelských měst ze strany islámských bojovníků, kdy pouze za středu 24. prosince dopadlo na Izrael více než 60 raket a min. Během prvního dne útoku svrhlo izraelské letectvo 100 bomb na 50 cílů s odhadovanou úspěšností zásahů 95 % a zničilo většinu základen Hamasu během 4 minut. Mezi cíle útoků patřily vojenské základny Hamasu, jeho výcvikové tábory a místa z nichž jsou odpalovány rakety Kassám. Dále pak velitelství Hamasu, vládní budovy a policejní stanice. Při počátečních leteckých útocích bylo zabito na 140 ozbrojenců Hamasu, včetně policejního ředitele Tawfiqa Jabbera.

### Týden leteckých útoků
Po prvním dni leteckých útoků Izraelské vojenské letectvo pokračovalo po celý týden v systematickém ničení infrastruktury Hamasu. Mezi cíle útoků patřily vládní budovy, výcvikové tábory Hamasu, domy velitelů Hamasu a kanceláře dalších organizací. Při útocích bylo zabito množství vysoce postavených velitelů Hamasu, včetně Nizara Rajana, Abu Zakaria al-Džamala, Džamal Mamducha a dalších. K 3. lednu 2009 se počet obětí na palestinské straně vyšplhal na 400.

### Pozemní invaze

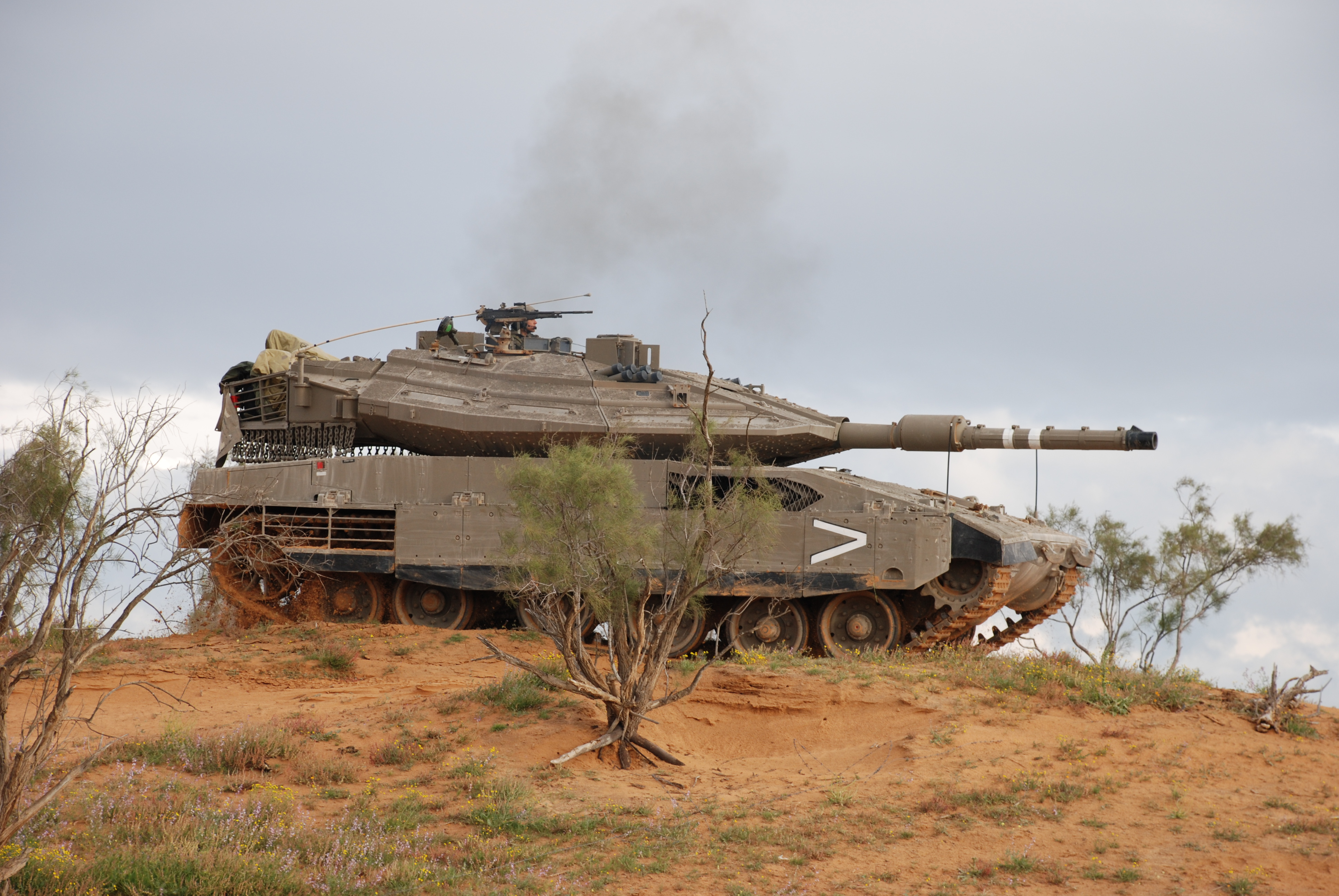
Izraelský tank Merkava, který se zúčastnil bojů v pásmu Gazy.

Večer 3. ledna překročily jednotky izraelské armády hranice pásma Gazy poprvé od začátku operace. Záměrem invaze pozemních sil, označované izraelskou armádou jako druhá fáze, bylo zajistit oblast v pásmu Gazy, odkud byly i navzdory předcházejícím leteckým útokům stále odpalovány rakety na Izrael.
Izraelské pozemní jednotky vstoupily do severní části pásma Gazy u Bajt Lahíje a Bajt Hanúnu. Pásmo Gazy následně rozdělily na dvě části a obklíčily město Gazu. Následně se jednotky zaměřily na skladiště zbraní a odpalovací místa raket. Armáda zaútočila i na několik mešit, které Hamas používá jako skladiště zbraní.
4. ledna byli zabiti další tři velitelé Hamasu: Hussam Hamdan, Muhammad Hilou a Mohammed Šalpoch.
6. ledna bombardoval Izrael školu v uprchlickém táboře Džabalíja, zahynulo 42 lidí.
V reakci na získání kontroly izraelských tanků a jednotek nad velkou částí pásma Gazy, opustily desítky tisíc Gazanů své domovy a odešly do centra Gazy. V ulicích města se následně rozhořely přestřelky mezi izraelskými vojáky a bojovníky z Hamasu. K 6. lednu zahynulo po zahájení pozemních operací nejméně 125 Arabů a 5 izraelských vojáků.
Navzdory pozemní operaci IOS stále pokračovaly raketové útoky Hamasu na jižní Izrael[zdroj?].

### Dočasné humanitární příměří
Izrael oznámil 7. ledna po mezinárodním tlaku, kterému předcházel mylný zásah školy OSN v pásmu Gazy, tří hodinový „humanitární mír“ a otevřel humanitární koridor, kterým do pásma Gazy proudí humanitární pomoc. Izraelská armáda přislíbila, že mezi 13 a 16 hodinou izraelského času (UTC+2) zastaví útoky, aby mohla být Gazanům dovezena humanitární pomoc, načež Hamas ohlásil, že i on bude respektovat toto každodenní tříhodinové příměří. V první den příměří do Gazy dorazilo 80 kamionů a Izrael dodal do elektráren v Gaze palivo. Po vypršení příměří se boje rozhořely nanovo.

### Rakety z Libanonu
8. ledna byly na severoizraelské město Naharija z Libanonu odpáleny rakety typu Kaťuša, které zranily dva civilisty v domově důchodců. IOS útok opětovala a zničila odpalovací stanoviště, mezitím se však nikdo k útoku nepřihlásil. Nepředpokládá se, že by za útok byl odpovědný Hizballáh, jelikož odpálené rakety byly staršího data výroby, které Hizballáh nepoužívá a pravděpodobnější je, že byly odpáleny některou z palestinských organizací v Libanonu.

### Použití munice s bílým fosforem

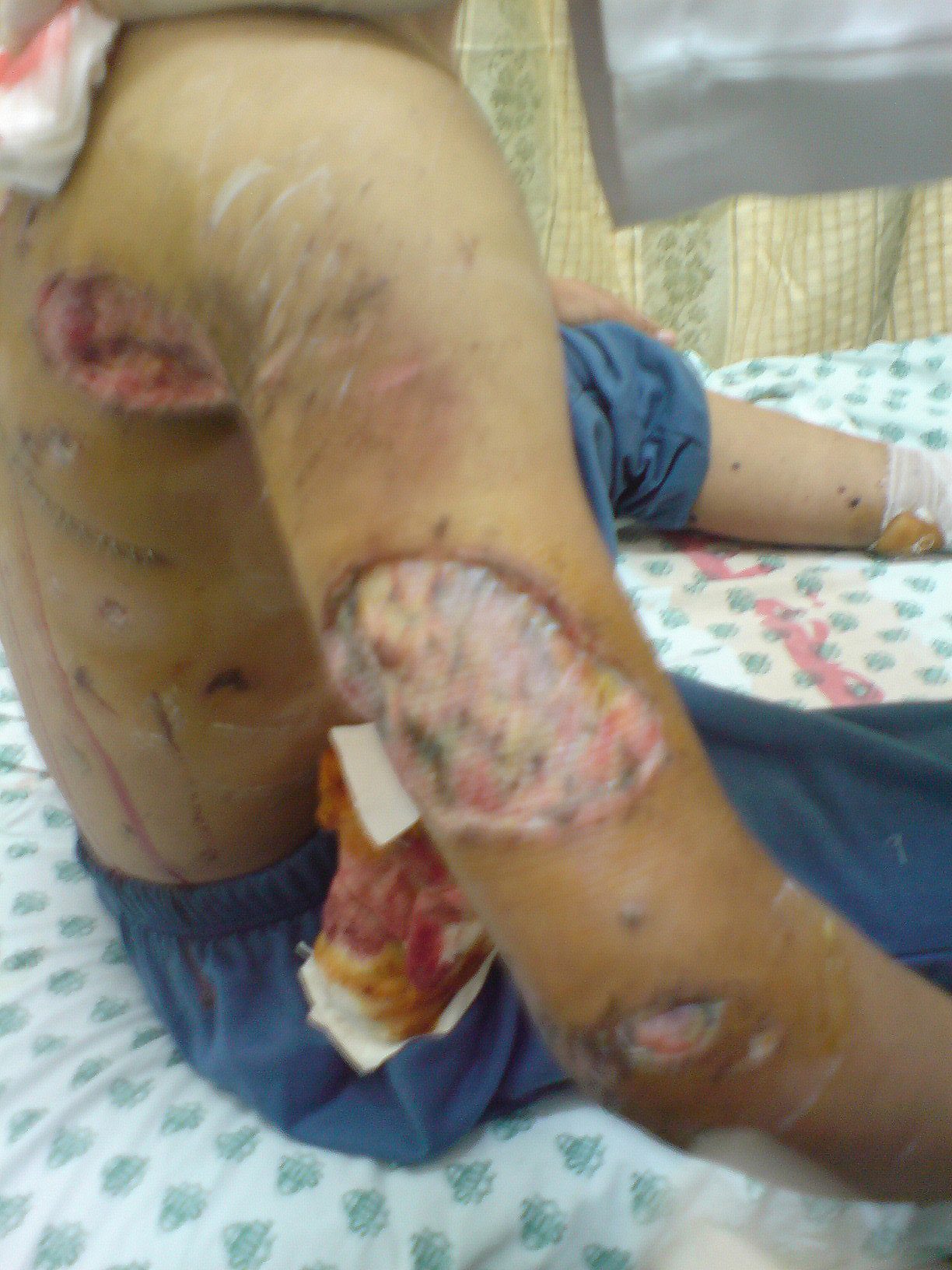
Patnáctiletý palestinský chlapec Ajman popálený při izraelském bombardování bílým fosforem

Bouřlivé reakce vyvolaly zprávy o užití granátů s bílým fosforem izraelskou armádou. Izrael použití bílého fosforu nejprve popíral, ale pod rostoucím nátlakem přiznal jeho nasazení v rozporu s mezinárodními konvencemi. Nejvíce byla bílým fosforem zasažena budova OSN v Gaze, ale stejná munice byla použita při útoku na nemocnici al-Kuds. Podle izraelského armádního zdroje brigáda vystřelila 20 nábojů s bílým fosforem při útoku na hustě obydlenou oblast města Bejt Lahíja.
Mezinárodní organizace pro lidská práva Human Rights Watch zdokumentovala indicie o nasazení fosforové munice, zjištěné poznatky zpracovala do podoby zprávy, kterou zveřejnila 25. března 2009.

## Reakce

### Mezinárodní reakce

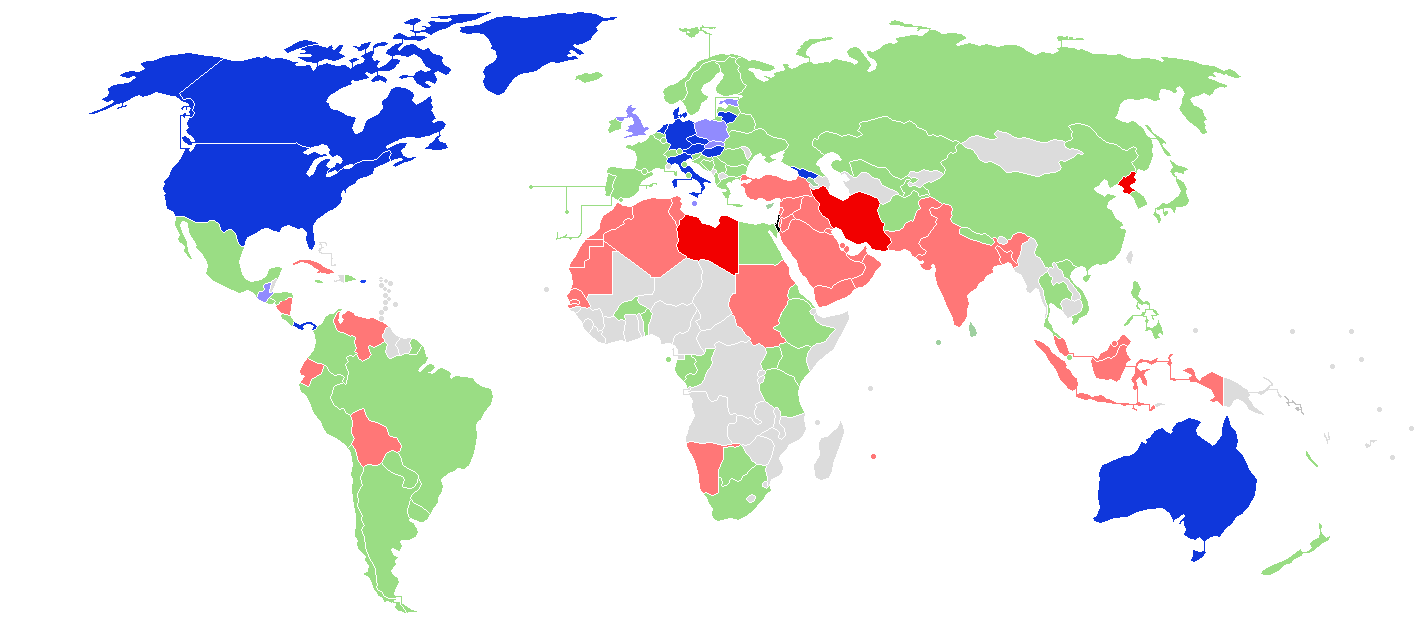
Mezinárodní reakce:
Izrael-Gaza.
Státy, které schválily izraelskou pozici / podpořily právo Izraele na obranu.
Státy, které odsoudily pouze akce Hamasu.
Státy, které podpořili pozici Hamasu / podpořily právo Hamasu na obranu.
Státy, které odsoudily pouze akce Izraele.
Státy, které neutrálně vyzvaly k ukončení nepřátelských akcí na obou stranách / odsoudily obě strany.
Státy, které dosud nezaujaly žádné stanovisko.

Většina členů Ligy arabských států, včetně Egypta, Iráku, Jemenu, Jordánska, Libanonu, Maroka, Kataru, Spojených arabských emirátů, Súdánu, Sýrie a Tuniska volá po ukončení izraelského „útoku“ a/nebo „agrese.“ Izrael rovněž kritizovala Kuba, Írán, Pákistán, Rusko, Jihoafrická republika, Španělsko, Turecko a Venezuela. Írán obvinil státy, které podporují Izrael z přehlížení „sionistického terorismu.“ Austrálie, Česká republika, Kanada, Maďarsko, Německo a Spojené státy americké brání izraelské útoky a zároveň odsoudily Hamas. Mauritánie, která jako jeden ze tří států Arabské ligy udržuje s Izraelem diplomatické styky, odvolala po zahájení pozemní invaze svého velvyslance z Tel Avivu kvůli „konzultacím.“
Venezuela 6. ledna vyhostila izraelského velvyslance a venezuelský prezident Hugo Chávez žádal, aby byl Ehud Olmert souzen za válečné zločiny.
Rada bezpečnosti OSN vydala 28. prosince prohlášení, které volá po „okamžitém zastavení všeho násilí.“ Podobné prohlášení vydala Arabská liga, Evropská unie, Argentina, Brazílie, Čína, Maďarsko, Japonsko, Malajsie, Mexiko, Peru, Filipíny, Jižní Korea a Vietnam.

### Civilní protesty

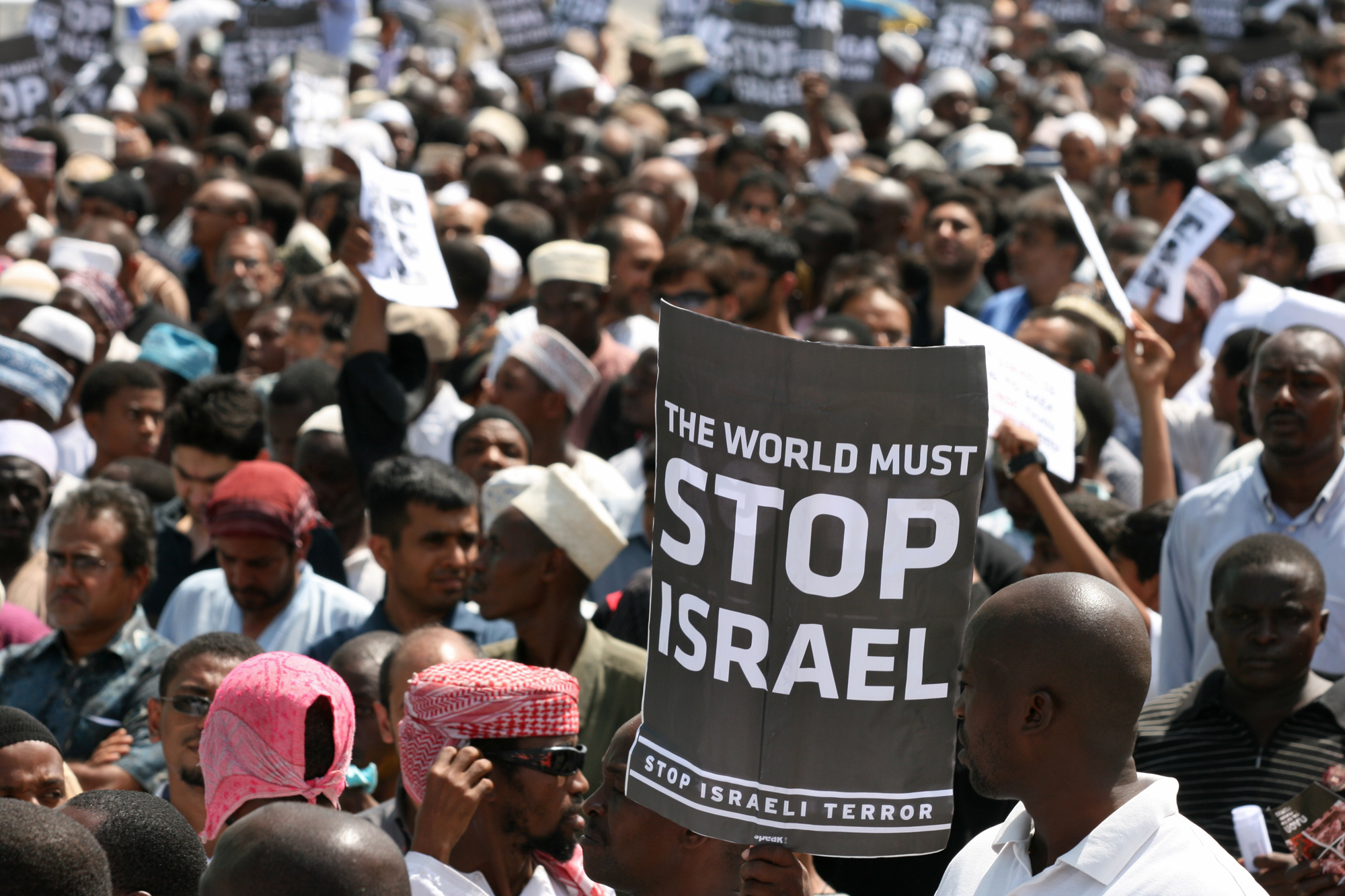
Protestující v Dar es Salaamu v Tanzanii

Hlavní protesty proti Izraeli se konaly v Istanbulu, Londýně, Paříži, Berlíně, Moskvě, Aténách, Maltě, Amsterdamu, Dublinu, Madridu, Spojených státech, Íránu, Sýrii, Indii, Pákistánu, Afghánistánu, Bangladéši, Indonésii, Filipínách a v Africe. V Izraeli se konaly jak demonstrace podporující operaci, tak proti ní. V Egyptě vyústily protesty ve znovuotevření hraničního přechodu Rafa, kterým nyní do Gazy proudí jídlo a léky. Menší proizraelské demonstrace se konaly v několika severoamerických městech a dalších městech po celém světě.
Protestující v Londýně, Paříži, Oslu a dalších městech se dostali do střetů s policií. Jeden palestinský Arab byl zastřelen během střetu izraelské armády a mladými Araby na Západním břehu. Po celém světě došlo k výskytu individuálních izolovaných útoků proti Židům a Izraelcům, které jsou označovány jako odpověď na konflikt. V první dny po vypuknutí operace Lité olovo bylo více než 300 izraelských internetových stránek hacknuto a byly na ně následně vloženy protiizraelské a protiamerické vzkazy.
8. ledna se konal v Damašku dosud největší protest od začátku vypuknutí operace.
V České republice se konaly menší demonstrace na podporu Palestinců i Izraele. Spory se v ní vedou obvykle prostřednictvím mediálních výměn názorů.

## Obnova pásma Gazy
V egyptském Šarm aš-Šajchu začala 2. března 2009 mezinárodní dárcovská konference pro rekonstrukci palestinského pásma Gazy, které bylo zničeno bombardováním a následnou izraelskou invazí. Zástupci 75 účastnických států přislíbili poskytnout Palestincům čtyři a půl miliardy dolarů (v přepočtu přes 100 miliard korun). Své příspěvky dárci podmínili tím, že se prostředky nedostanou do rukou hnutí Hamas, který je označován USA a Evropskou unií za teroristickou organizaci. Hamas ani Izrael na konferenci nebyl pozván.

## Vyšetřování válečných zločinů
V lednu 2009 zakázal izraelsky vojenský cenzor novinářů působícím v Izraeli zveřejňovat identitu velitelů, kteří se podíleli na válce v Gaze. Jména velitelů by podle izraelské armády mohla pomoci žalující straně, neboť někteří důstojníci veřejně popisovali určité útoky na palestinském území.
Vyšetřovatelé OSN ve zprávě zveřejněné 15. září 2009 obvinili Izrael a palestinské ozbrojené skupiny, že se v průběhu konfliktu dopustili válečných zločinů. Vyšetřování vedl bývalý jihoafrický soudce Richard Goldstone, jehož zpráva konstatovala, že Izrael vojenskými operacemi v Gaze mezi 27. prosincem 2008 a 18. lednem 2009 „spáchal činy rovnající se válečným zločinům a možná zločinům proti lidskosti“. Ale zpráva uvádí, že i „palestinské ozbrojené skupiny páchaly válečné zločiny stejně tak jako možné zločiny proti lidskosti“, a to odpalováním raket na jižní Izrael, kde nebyly vojenské cíle.
Přestože Izrael odmítl zprávu uznat a izraelský prezident Šimon Peres ji označil jako „výsměch historii“ a prohlásil o ní, že „nedokáže rozlišovat mezi agresorem a státem, uplatňujícím své právo na sebeobranu“,, Valné shromáždění OSN po dvoudenní debatě závěry vyšetřovací zprávy o válečných zločinech podpořilo v rezoluci, pro kterou hlasovalo 114 zemí (proti 18 států a 44 se zdrželo hlasování).
V dubnu 2011 bývalý vrchní vyšetřovatel Richard Goldstone odvolal původní tvrzení, že Izrael záměrně útočil na civilisty, a prohlásil, že „kdyby věděl to, co ví nyní, byla by Goldstoneova zpráva odlišným dokumentem.“ Zároveň prohlásil, že ačkoli zpráva našla důkazy o potenciálních válečných zločinech u obou stran, „v případě Hamásu je jasné, že jeho útoky byly záměrně cílené na civilisty ... ale vyšetřování a důkazy naznačují, že Izrael na civilisty záměrně neútočil.“

### Zatykač na Cipi Livniovou ve Velké Británii
Pro podezření ze spáchání válečných zločinů během izraelské vojenské invaze do Gazy vydal v prosinci 2009 britský soud zatykač na Cipi Livniovou, která byla izraelskou ministryni zahraničních věcí v době přípravy a vedení operace Lité olovo.